# Цибино (Московская область)
Ци́бино — деревня в Воскресенском муниципальном районе Московской области. Входит в состав городского поселения Белоозёрский. Население — 1306 чел. (2010).

## География
Деревня Цибино расположена в северо-западной части Воскресенского района, примерно в 21 км к северо-западу от города Воскресенск. Высота над уровнем моря 118 м. В 2,5 км к югу от деревни протекает река Москва. В деревне 9 улиц и 1 переулок, приписано 20 СНТ. Ближайший населённый пункт — деревня Ивановка.

## Название
Название связано с некалендарным личным именем Цыба.

## История
В 1926 году деревня являлась центром Цибинского сельсовета Михалевской волости Бронницкого уезда Московской губернии.
С 1929 года — населённый пункт в составе Ашитковского района Коломенского округа Московской области, с 1930-го, в связи с упразднением округа и переименованием района, — в составе Виноградовского района Московской области. В 1957 году, после того как был упразднён Виноградовский район, деревня была передана в Воскресенский район.
До муниципальной реформы 2006 года Цибино входило в состав Михалёвского сельского округа Воскресенского района.

## Население
В 1926 году в деревне проживало 1327 человек (599 мужчин, 728 женщин), насчитывалось 271 хозяйство, из которых 265 было крестьянских. По переписи 2002 года — 882 человека (405 мужчин, 477 женщин).
| 1926 | 2002 | 2010  |
| ---- | ---- | ----- |
| 1327 | ↘882 | ↗1306 |